# ليونارد كورين
ليونارد كورين (بالإنجليزية: Leonard Koren)‏ هو صحفي ومهندس المناظر الطبيعية وفنان أمريكي، ولد في 1948 في نيويورك في الولايات المتحدة.